# (14120) Espenak
(14120) Espenak es un asteroide perteneciente al cinturón de asteroides, descubierto el 27 de agosto de 1998 por el equipo del Lowell Observatory Near-Earth-Object Search desde la Estación Anderson Mesa (condado de Coconino, cerca de Flagstaff, Arizona, Estados Unidos).

## Designación y nombre
Designado provisionalmente como 1998 QJ54. Fue nombrado Espenak en honor a Fred Espenak, de Centro de vuelo espacial Goddard, es ampliamente reconocido por sus cálculos de los eclipses solares, sus magníficos mapas de estos fenómenos y su libro Totalidad: Eclipses de Sol.

## Características orbitales
Espenak está situado a una distancia media del Sol de 2,383 ua, pudiendo alejarse hasta 2,595 ua y acercarse hasta 2,172 ua. Su excentricidad es 0,088 y la inclinación orbital 5,990 grados. Emplea 1344 días en completar una órbita alrededor del Sol.

## Características físicas
La magnitud absoluta de Espenak es 13,6. Tiene 13,2 km de diámetro y su albedo se estima en 0,0368.